# Strada statale 628 Leuciana
La ex strada statale 628 Leuciana (SS 628), ora strada provinciale 628 Leuciana (SP 628), era una strada statale italiana il cui percorso si snodava nella provincia di Frosinone. Attualmente è classificata come strada provinciale

## Percorso
Ha origine nel comune di Castrocielo nei pressi della ormai dismessa stazione di Aquino-Castrocielo-Pontecorvo, dalla ex strada statale 6 Via Casilina. Prosegue quindi in direzione sud e supera l'A1, sulla quale ci si può immettere tramite il casello di Pontecorvo-Castrocielo.
Di seguito attraversa il centro abitato di Pontecorvo, superato il quale si dirige verso ovest immettendosi nella ex strada statale 82 della Valle del Liri presso Pico.

## Storia
Già contemplata nel piano generale delle strade aventi i requisiti di statale del 1959, è
solo col decreto del Ministro dei lavori pubblici del 16 aprile 1971 che viene elevata a rango di statale con i seguenti capisaldi d'itinerario: "Innesto strada statale n. 6 al km 125+180 - Pontecorvo - Innesto strada statale n. 82 al km 96+830 ".
In seguito al decreto legislativo n. 112 del 1998, dal 1º febbraio 2002 la gestione è passata dall'ANAS alla Regione Lazio, che ha provveduto al trasferimento dell'infrastruttura al demanio della Provincia di Frosinone.